# 陈祗 (陈朝)
陈祗，字承敬，南北朝时期人，陈朝信义王，陈后主陈叔宝第六子。

## 母
张淑华，陈后主的妃嫔，陈后主即位后，封为淑华。

## 生平
陈后主至德元年（583年），与兄长陈嶷、陈彦、陈渊、陈虔同时封王，立为信义王，師事陸從典。不久官至壮武将军，置佐使。陈亡前，后主授使持节、都督、智武将军、琅琊彭城二郡太守。祯明三年（589年），隋灭陈，陈祗与陈朝宗室诸人被迫迁往关中。隋炀帝大业年间（605—618年）为通义郎。